# مراحل الكفاءة الأربعة

تم ترتيب المراحل الأربع للكفاءة على شكل هرم

ترتبط المراحل الأربع للكفاءة، أو نموذج التعلم "الكفاءة الواعية"، في علم النفس، بالحالات النفسية المشاركة في عملية التقدم من عدم الكفاءة إلى الكفاءة في مهارة ما. قد يمتلك الأشخاص عدة مهارات، بعضها غير مرتبط ببعضه البعض، وعادة ما تكون كل مهارة في إحدى المراحل في وقت معين. تتطلب العديد من المهارات الممارسة للبقاء على مستوى عالٍ من الكفاءة.
تشير المراحل الأربع إلى أن الأفراد لا يدركون في البداية مدى ضحالة ما يعرفونه، أو غير واعين لعدم كفاءتهم. وعندما يدركون عدم كفاءتهم، فإنهم يكتسبون مهارة ما بمنتهى الوعي، ثم يستخدمونها بوعي أيضاً. وفي نهاية المطاف، يمكن استخدام المهارة دون التفكير فيها بشكل واعي: ويقال إن الفرد قد اكتسب بعد ذلك كفاءة غير واعية.

## تاريخ
وقد ظهرت المراحل الأربع في كتاب إدارة برامج التدريب الذي صدر عام 1960 من قبل ثلاثة أساتذة إدارة في جامعة نيويورك. أطلق مدرب الإدارة مارتن إم برودويل على النموذج إسم "مستويات التدريس الأربعة" في مقال نشر في فبراير 1969. وذكر بول آر كيرتس وفيليب دبليو وارن هذا النموذج في كتابهما الصادر عام 1973 بعنوان "ديناميكيات التدريب على المهارات الحياتية". كما تم استخدام هذا النموذج في توماس غوردون من قبل موظفها نويل بورش في السبعينيات؛ وهناك أطلق عليها "المراحل الأربع لتعلم أي مهارة جديدة". في وقت لاحق، نُسب النموذج بشكل متكرر إلى أبراهام ماسلو، بشكل غير صحيح لأن النموذج لم يظهر في أعماله الرئيسية.
يمكن مقارنة عدة عناصر، بما في ذلك مساعدة شخص ما على "معرفة ما لا يعرفه" أو التعرف على نقطة عمياء، بعناصر نافذة جوهري التي تم إنشاؤها عام 1955، على الرغم من أن جوهري يتعامل مع الوعي الذاتي، في حين أن المراحل الأربع للكفاءة تتعامل مع مراحل التعلم.

## مراحل
المراحل الأربع هي:
1. عدم الكفاءة اللاواعي
لا يفهم الفرد ولا يعرف كيفية القيام بشيء ما ولا يعترف بالضرورة بالعجز. قد ينكر الشخص فائدة المهارة. لكن يجب على الفرد أن يدرك عدم كفاءته، وقيمة المهارة الجديدة، قبل الانتقال إلى المرحلة التالية. ويعتمد طول المدة التي يقضيها الفرد في هذه المرحلة على قوة الحافز للتعلم.[7]
2. عدم الكفاءة الواعي
على الرغم من أن الفرد لا يفهم أو لا يعرف كيفية القيام بشيء ما، إلا أنه يدرك العجز، وكذلك يقدّر قيمة المهارة الجديدة في معالجة العجز. يمكن أن يكون ارتكاب الأخطاء جزءًا لا يتجزأ من عملية التعلم في هذه المرحلة.
3. الكفاءة الواعية
يفهم الفرد أو يعرف كيفية القيام بشيء ما. قد يتمكن من تقسيمها إلى خطوات، وهناك مشاركة واعية كبيرة في تنفيذ المهارة الجديدة. ومع ذلك، فإن إظهار المهارة أو المعرفة يتطلب التركيز، وإذا تم كسرها، فإنهم يقعون في حالة عدم الكفاءة.[1]
4. الكفاءة اللاواعية
هنا يكون الفرد قد اكتسب الكثير من التدريب على المهارة لدرجة أنها أصبحت "طبيعة ثانية" ويمكن القيام بها بسهولة. ونتيجة لذلك، يمكن تنفيذ المهارة أثناء تنفيذ مهمة أخرى. وقد يكون الفرد قادرًا على تعليمها للآخرين، اعتمادًا على كيفية ووقت تعلمها.

## أنظر أيضا
1. 1 2  Flower، Joe (يناير 1999). "In the mush". Physician Executive. ج. 25 ع. 1: 64–66. PMID:10387273. مؤرشف من الأصل في 2023-12-09.
2. ↑  De Phillips، Frank Anthony؛ Berliner، William M.؛ Cribbin، James J. (1960). "Meaning of learning and knowledge". Management of training programs. Homewood, IL: Richard D. Irwin. ص. 69. OCLC:604759.
3. ↑  Broadwell، Martin M. (20 فبراير 1969). "Teaching for learning (XVI)". wordsfitlyspoken.org. The Gospel Guardian. مؤرشف من الأصل في 2023-09-23. اطلع عليه بتاريخ 2018-05-11.
4. ↑  Curtiss، Paul R.؛ Warren، Phillip W. (1973). The dynamics of life skills coaching. Life skills series. Prince Albert, Saskatchewan: Training Research and Development Station, Dept. of Manpower and Immigration. ص. 89. OCLC:4489629. مؤرشف من الأصل في 2023-04-20.
5. ↑  Adams، Linda. "Learning a new skill is easier said than done". gordontraining.com. Gordon Training International. مؤرشف من الأصل في 2023-10-26. اطلع عليه بتاريخ 2011-05-21.
6. ↑  Hansen، Alice (2012). "Trainees and teachers as reflective learners". في Hansen، Alice؛ وآخرون (المحررون). Reflective learning and teaching in primary schools. London; Thousand Oaks, CA: Learning Matters; سيج للنشر. ص. 32–48 (34). DOI:10.4135/9781526401977.n3. ISBN:9780857257697. OCLC:756592765.
7. ↑  Flower، Joe (يناير 1999). "In the mush". Physician Executive. ج. 25 ع. 1: 64–66. PMID:10387273. مؤرشف من الأصل في 2023-12-09.

## قراءة إضافية
بعض الأمثلة من بين العديد من المقالات التي راجعها النظراء والتي تذكر المراحل الأربع: